# Никојевићи
Никојевићи су насеље у Србији у општини Ужице у Златиборском округу. Према попису из 2022. било је 285 становника.
Овде се налазе Капела преподобног Киријака Отшелника и ОШ „Ђура Јакшић” ИО Никојевићи.

## Демографија
У насељу Никојевићи живи 345 пунолетних становника, а просечна старост становништва износи 44,8 година (41,3 код мушкараца и 48,5 код жена). У насељу има 117 домаћинстава, а просечан број чланова по домаћинству је 3,56.
Ово насеље је великим делом насељено Србима (према попису из 2002. године), а у последња три пописа, примећен је пад у броју становника.
|  |

| Демографија | Демографија | Демографија |
| Година      | Становника  | Становника  |
| ----------- | ----------- | ----------- |
| 1948.       | 815         |             |
| 1953.       | 728         |             |
| 1961.       | 707         |             |
| 1971.       | 595         |             |
| 1981.       | 509         |             |
| 1991.       | 478         | 477         |
| 2002.       | 416         | 416         |

| Етнички састав према попису из 2002.‍ | Етнички састав према попису из 2002.‍ | Етнички састав према попису из 2002.‍ | Етнички састав према попису из 2002.‍ | Етнички састав према попису из 2002.‍ |
| ------------------------------------ | ------------------------------------ | ------------------------------------ | ------------------------------------ | ------------------------------------ |
|                                      |                                      |                                      |                                      |                                      |
| Срби                                 | Срби                                 |                                      | 414                                  | 99,51%                               |
| Црногорци                            | Црногорци                            |                                      | 1                                    | 0,24%                                |
| непознато                            | непознато                            |                                      | 0                                    | 0,0%                                 |

| Година пописа     | 1948. | 1953. | 1961. | 1971. | 1981. | 1991. | 2002. |
| ----------------- | ----- | ----- | ----- | ----- | ----- | ----- | ----- |
| Број домаћинстава | 148   | 135   | 149   | 150   | 137   | 129   | 117   |

| Број чланова      | 1  | 2  | 3  | 4  | 5  | 6  | 7 | 8 | 9 | 10 и више | Просек |
| ----------------- | -- | -- | -- | -- | -- | -- | - | - | - | --------- | ------ |
| Број домаћинстава | 27 | 25 | 11 | 11 | 10 | 26 | 4 | 1 | 1 | 1         | 3,56   |

| Пол    | Укупно | Неожењен/Неудата | Ожењен/Удата | Удовац/Удовица | Разведен/Разведена | Непознато |
| ------ | ------ | ---------------- | ------------ | -------------- | ------------------ | --------- |
| Мушки  | 177    | 57               | 109          | 7              | 4                  | 0         |
| Женски | 185    | 28               | 109          | 46             | 2                  | 0         |
| УКУПНО | 362    | 85               | 218          | 53             | 6                  | 0         |

| Пол    | Укупно                    | Пољопривреда, лов и шумарство | Рибарство                            | Вађење руде и камена | Прерађивачка индустрија       |
| ------ | ------------------------- | ----------------------------- | ------------------------------------ | -------------------- | ----------------------------- |
| Мушки  | 104                       | 61                            | 0                                    | 0                    | 18                            |
| Женски | 66                        | 54                            | 0                                    | 0                    | 5                             |
| УКУПНО | 170                       | 115                           | 0                                    | 0                    | 23                            |
| Пол    | Производња и снабдевање   | Грађевинарство                | Трговина                             | Хотели и ресторани   | Саобраћај, складиштење и везе |
| Мушки  | 6                         | 6                             | 5                                    | 2                    | 1                             |
| Женски | 0                         | 0                             | 1                                    | 3                    | 1                             |
| УКУПНО | 6                         | 6                             | 6                                    | 5                    | 2                             |
| Пол    | Финансијско посредовање   | Некретнине                    | Државна управа и одбрана             | Образовање           | Здравствени и социјални рад   |
| Мушки  | 0                         | 1                             | 1                                    | 1                    | 1                             |
| Женски | 0                         | 0                             | 1                                    | 1                    | 0                             |
| УКУПНО | 0                         | 1                             | 2                                    | 2                    | 1                             |
| Пол    | Остале услужне активности | Приватна домаћинства          | Екстериторијалне организације и тела | Непознато            | Непознато                     |
| Мушки  | 1                         | 0                             | 0                                    | 0                    | 0                             |
| Женски | 0                         | 0                             | 0                                    | 0                    | 0                             |
| УКУПНО | 1                         | 0                             | 0                                    | 0                    | 0                             |